# Facepalm

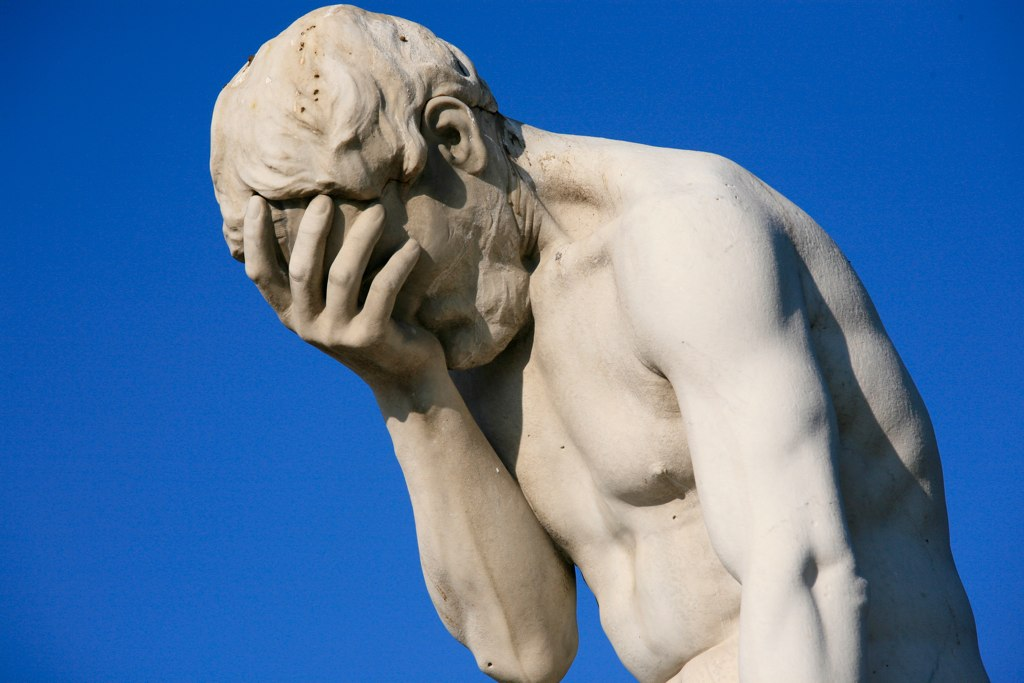
Kain, Henri Vidal, Tuilerijské zahrady, Paříž, 1896. Kain, skrývající svou tvář v ruce, je zobrazen poté, co zabil svého bratra.

Facepalm (někdy také face-palm nebo face palm, česky hlava v dlani) je gesto, při kterém je buď jednou rukou překryt obličej, nebo je hlava skloněna a rukou překryta, oči jsou při tom buď překryty, nebo zavřeny. Někdy je toto gesto zdůrazněno tím, že se do pohybu dlaně dá více síly a plácnutím dlaně o obličej se pak vydá zvuk. Gesto je v mnoha kulturách používáno jako projev frustrace, zklamání, rozhořčení, rozpaků, zděšení, šoku, překvapení, vyčerpání, sarkasmu nebo nevěřícných pochyb.

## Původ
Podle Macmillanova slovníku se slovo facepalm poprvé objevilo kolem roku 2009, i když jiný zdroj se o opírá o citaci už z roku 2001. Gesto samo o sobě není nedávného původu a není kulturně univerzální. Obrázky makléřů používajících facepalm byly široce používány v médiích pro vyjádření zděšení spojeného se špatnou finanční výkonností. Dále se facepalm používal v reakci na obchodní a politická rozhodnutí. Podle Oxford University Press lexikografky Susie Dentové je tato všestrannost jedním z důvodů, že slovo „bylo z lingvistického hlediska úspěšné“. V srpnu 2011 bylo přidáno do Oxford English Dictionary.